# Mowa Nanowa
Mowa Nanowa (biał. Мова Нанова, w tłumaczeniu „język na nowo” lub „język po nowemu”) – inicjatywa podejmowana przez organizacje pozarządowe, w ramach której prowadzone są bezpłatne kursy języka białoruskiego. Ma ona na celu rozpowszechnienie używania tego języka oraz działanie na rzecz lepszej komunikacji w tym języku między ludźmi z różnych grup społecznych. Pierwsza edycja kursu miała miejsce 13 stycznia 2014 w Galerii Sztuki Współczesnej „Ў” w Mińsku. Jego prowadzącymi są filolożka Alesia Litwinouska  i dziennikarz Hleb Łabadzienka. Inicjatywa została przyjęta pozytywnie i doceniona przez inne miasta w kraju, które wspierają to przedsięwzięcie – obecnie kursy odbywają się również w Baranowiczach, Borysowie, Grodnie, Bobrujsku, Rzeczycy, Brześciu, Soligorsku, Mołodecznie, Mohylewie, Witebsku, Ostrowcu i Homlu. Przedsięwzięcie wykracza swoim zasięgiem także poza Białoruś – naukę języka białoruskiego w ramach kursów Mowa Nanowa oferuje między innymi Towarzystwo Białoruskie w Krakowie, oraz miasto Warszawa.

## Telewizja
Na kanwie popularności kursów stacja telewizyjna Biełsat TV emituje program pod tą samą nazwą.